# モンテ・チェリニョーネ
モンテ・チェリニョーネ（伊: Monte Cerignone）は、イタリア共和国マルケ州ペーザロ・エ・ウルビーノ県にある、人口約600人の基礎自治体（コムーネ）。

## 地理

### 位置・広がり
ペーザロ・エ・ウルビーノ県のコムーネ。ウルビーノから北西へ22km、ペーザロから西へ41kmの距離にある。

#### 隣接コムーネ
隣接するコムーネは以下の通り。括弧内のRNはリミニ県所属を示す。
- マチェラータ・フェルトリア
- メルカティーノ・コンカ
- モンテコピオーロ (RN)
- モンテ・グリマーノ・テルメ
- サッソコルヴァーロ・アウディトーレ (サッソコルヴァーロ)
- タヴォレート

### 気候分類・地震分類
モンテ・チェリニョーネにおけるイタリアの気候分類 (it) および度日は、zona E, 2499 GGである。
また、イタリアの地震リスク階級 (it) では、zona 2 (sismicità media) に分類される。

## 姉妹都市
- ランダッツォ